# سرامید سینتاز ۲
سرامید سینتاز ۲ (انگلیسی: Ceramide synthase 2) که با نام پروتئین ژن ۱ سرکوب‌کنندهٔ متاستاز تومور هم شناخته می‌شود، یک آنزیم است که در انسان توسط ژن «CERS2» کُدگذاری می‌شود. این آنزیم، در ساخت سرامیدهای با زنجیرهٔ بسیار طولانی اسیل (شامل سرامیدهای C20 و C26) نقش دارد و بیش از سایر آنزیم‌های سرامید سینتاز در بدن، گستردگی بافتی دارد.
فعالیت این آنزیم که نخستین بار در سال ۲۰۰۱ میلادی کشف شد، توسط اسفنگوزین-۱-فسفات و از طریق دو ریشهٔ شبه گیرنده اسفنگوزین-۱-فسفات (که عملکردی مستقل دارند) تنظیم می‌شود. میزان این آنزیم در مغز، کلیه و روده‌ها، بیش از سایر نقاط بدن است.
بیان سرامید سینتاز ۲ در جریان ساخت میلین افزایش می‌یابد که نشاندهنده نقش آن در تولید اسفنگولیپیدهای میلین است.

## اهمیت بالینی
سطح این آنزیم همچون سرامید سینتاز ۶ در بافت‌های دچار سرطان پستان در مقایسه با بافت‌های سالم، بسیار بالاست.
این آنزیم همچنین در کنترل وزن بدن نقش دارد. تجویز لپتین به موش‌های صحرایی سبب کاهش سطح این آنزیم در بافت‌های چربی سفید می‌شود.

## برای مطالعهٔ بیشتر
- Rual JF, Venkatesan K, Hao T,  et al. (2005). "Towards a proteome-scale map of the human protein-protein interaction network". Nature. 437 (7062): 1173–8. doi:10.1038/nature04209. PMID 16189514. S2CID 4427026.
- Lewandrowski U, Moebius J, Walter U, Sickmann A (2006). "Elucidation of N-glycosylation sites on human platelet proteins: a glycoproteomic approach". Mol. Cell. Proteomics. 5 (2): 226–33. doi:10.1074/mcp.M500324-MCP200. PMID 16263699.
- Oh JH, Yang JO, Hahn Y,  et al. (2006). "Transcriptome analysis of human gastric cancer". Mamm. Genome. 16 (12): 942–54. doi:10.1007/s00335-005-0075-2. PMID 16341674. S2CID 69278.
- Olsen JV, Blagoev B, Gnad F,  et al. (2006). "Global, in vivo, and site-specific phosphorylation dynamics in signaling networks". Cell. 127 (3): 635–48. doi:10.1016/j.cell.2006.09.026. PMID 17081983. S2CID 7827573.
- Ewing RM, Chu P, Elisma F,  et al. (2007). "Large-scale mapping of human protein-protein interactions by mass spectrometry". Mol. Syst. Biol. 3 (1): 89. doi:10.1038/msb4100134. PMC 1847948. PMID 17353931.